# Lecanora hypocrocina
Lecanora hypocrocina är en lavart som beskrevs av Nyl. Lecanora hypocrocina ingår i släktet Lecanora och familjen Lecanoraceae.   Inga underarter finns listade i Catalogue of Life.